# Francis Gómez
Francis Gómez (ur. 1 października 1968) – wenezuelska judoczka. Olimpijka z Atlanty 1996, gdzie zajęła dziewiąte miejsce w wadze półciężkiej.
Uczestniczka mistrzostw świata w 1995 i 1997. Startowała w Pucharze Świata w 1995 i 1996. Srebrna medalistka igrzysk panamerykańskich w 1995; brązowa w 1987 i 1991. Wicemistrzyni igrzysk Ameryki Południowej w 1994. Brązowa medalistka igrzysk Ameryki Środkowej i Karaibów w 1990. Zdobyła cztery medale na mistrzostwach panamerykańskich w latach 1988 - 1997.

## Letnie Igrzyska Olimpijskie 1996
| Konkurencja | Eliminacje            | Eliminacje            | Repasaże              | Klas. końcowa |
| Konkurencja | Przeciwnik I          | 1/4                   | Przeciwnik I          | Miejsce       |
| ----------- | --------------------- | --------------------- | --------------------- | ------------- |
| 72 kg       | Natalie Galea (AUS) Z | Estha Essombe (FRA) P | Diadenis Luna (CUB) P | 9.            |